# Zeghamra
Zeghamra est une oasis algérienne de la commune de Béni Abbès, d'une population d'environ 180 habitants, située à 40 km au sud-ouest de Béni Abbés.

## Toponymie
Son nom aurait pour origine l'expression Moula Zemour attribué à son fondateur Sidi Ben Mohammed de Zemmoura, l'expression a changé en Mozermour puis en Zeghamra (pluriel du gentilé Zeghmouri).

## Histoire
Fondé par les Ayt Khebbach une tribu du sud-est marocain, zeghamra est une zone d'animaux fossilés flanquent le Djebel Zeghamra à l'est de l'oasis.